# Laura Montoya Upegui
Laura Montoya Upegui (Jericó, 26. svibnja 1874. – Medellín, 21. listopada 1949.), kolumbijska redovnica i svetica.

## Životopis
Rođena je 26. svibnja 1874. u Jericóu, u Kolumbiji. Nakon smrti oca obitelj ostaje u veliku siromaštvu te ona odlazi živjeti s bakom. Ubrzo odlazi na institut u Medellinu kako bi postala učiteljica u osnovnoj školi. Ipak je osjetila poziv da postane karmelićanka i pomaže Indijancima u Južnoj Americi. 14. svibnja 1914. godine napušta Medellin te s četiri suradnice odlazi u Dabeibu živjeti s Indijancima. Nova zajednica je osnovana kao "Misionarke Bezgrješne Djevice Marije i svete Katarine Sijenske". Zbog toga je ubrzo dobila titulu duhovne majke Indijanaca. Posljednje godine života provodi u invalidskim kolicima. Umire 21. listopada 1949. godine u Medellinu.

## Štovanje
Njezino misijsko djelovanje među Indijancima postalo je nadahnuće papi Piju X. pri pisanju enciklike "Lacrimabili statu", u kojoj opisuje žalosno stanje u kojem se nalaze Indijanci. Papa Ivan Pavao II. proglasio ju je blaženom 25. travnja 2004., a papa Franjo svetom 12. svibnja 2013. Tako je kanonizacijom postala prva svetica iz Kolumbije. Spomendan joj se slavi 21. listopada.

## Poveznice
- Popis svetaca koje je kanonizirao papa Franjo